# Del Rey (Kalifornija)
Del Rey je naseljeno područje za statističke svrhe u američkoj saveznoj državi Kalifornija. Prema popisu stanovništva iz 2010. u njemu je živjelo 1,639 stanovnika.